# Hobby-Wohnwagenwerk
Die Hobby-Wohnwagenwerk, Ing. Harald Striewski GmbH ist ein deutscher Wohnwagenhersteller. Mit über 1.200 Mitarbeitern produziert Hobby in seinem Werk in Fockbek bei Rendsburg (Schleswig-Holstein) bis zu 13.000 Wohnwagen und 3.500 Wohnmobile pro Jahr auf einer Betriebsfläche von rund 270.000 Quadratmetern. Zum Hobby-Konzern gehört seit 1998 die Fendt Caravan GmbH in Mertingen (Bayern). Der Jahresumsatz liegt bei ca. 350 Mio. Euro im Jahr 2023.

## Geschichte
Harald Striewski, Gründer der Hobby-Wohnwagen-Werke, baute 1965 seinen ersten Wohnwagen, für gerade einmal 3000 DM. Eigentlich wollte er damit in den Urlaub fahren, konnte aber einem guten Angebot nicht widerstehen und verkaufte ihn wieder für das Doppelte. Das Hobby Wohnwagenwerk wurde von ihm zwei Jahre später 1967 gegründet. 1968 zog das Unternehmen nach Fockbek. Ab 1969 wurde bereits ein Wohnwagen am Tag hergestellt. Die Entwicklung von Hobby geht in den folgenden Jahren mit rasanten Schritten voran und erreicht anno 1983 einen vorläufigen Höhepunkt. In diesem Jahr wird Hobby erstmals Caravan-Marktführer in Deutschland und Europa. 1984 tritt Hobby zum ersten Mal auch als Reisemobilhersteller auf. Mit fast 25 % Marktanteil in Deutschland und über 15 % europaweit ist Hobby einer der größten weltweit und einer der größten Arbeitgeber und umsatzstärksten Unternehmen in Norddeutschland. 

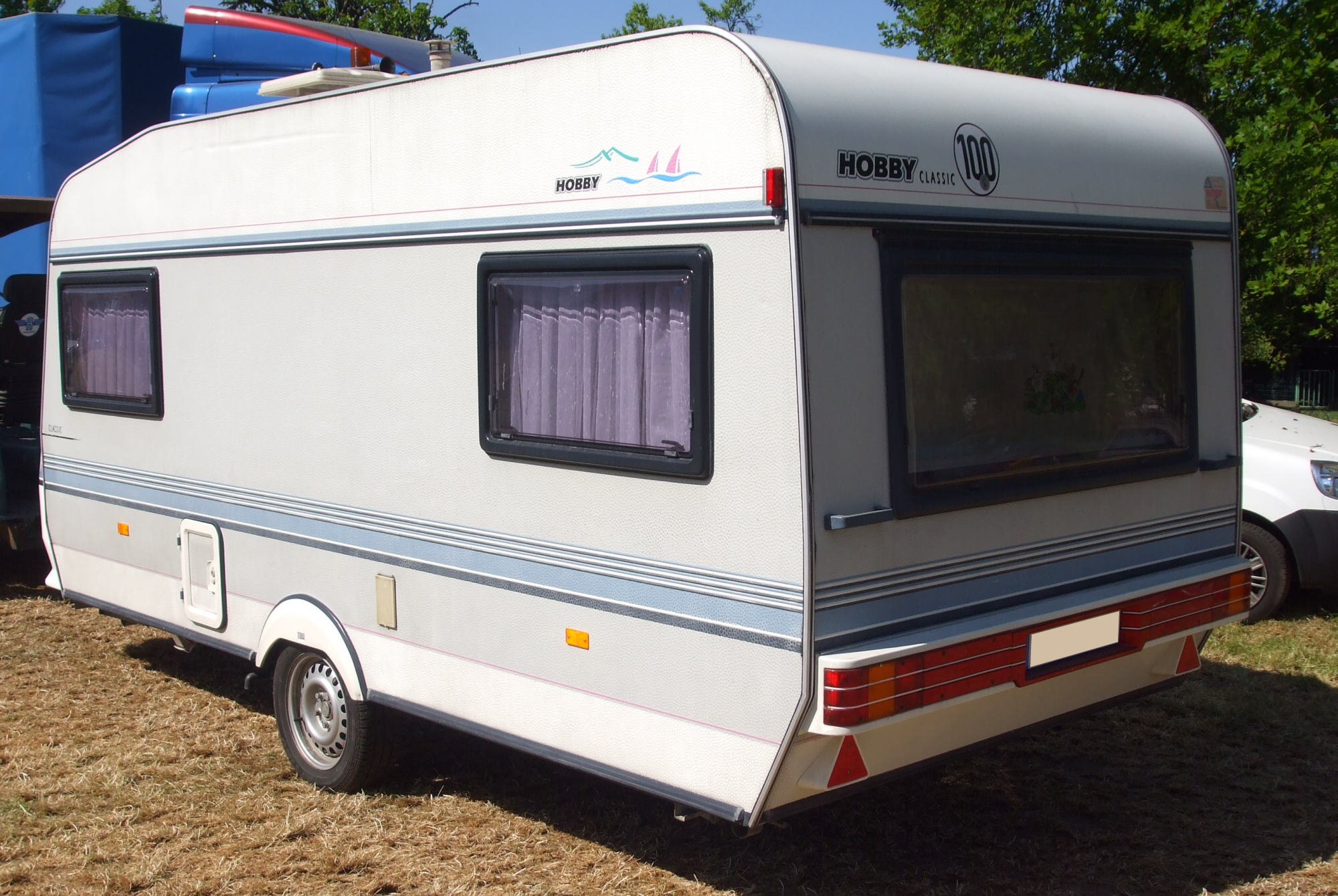
Classic
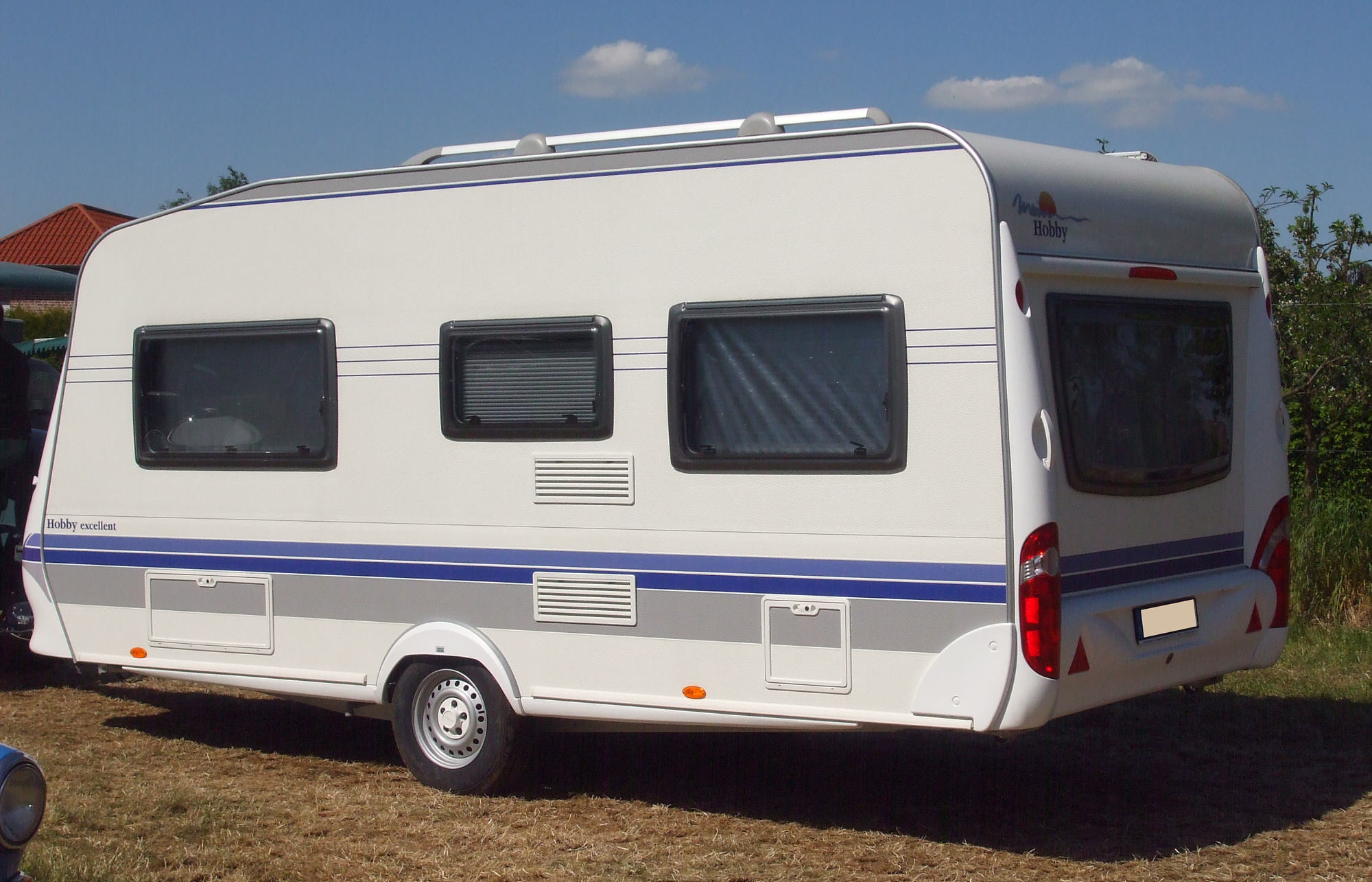
Excellent
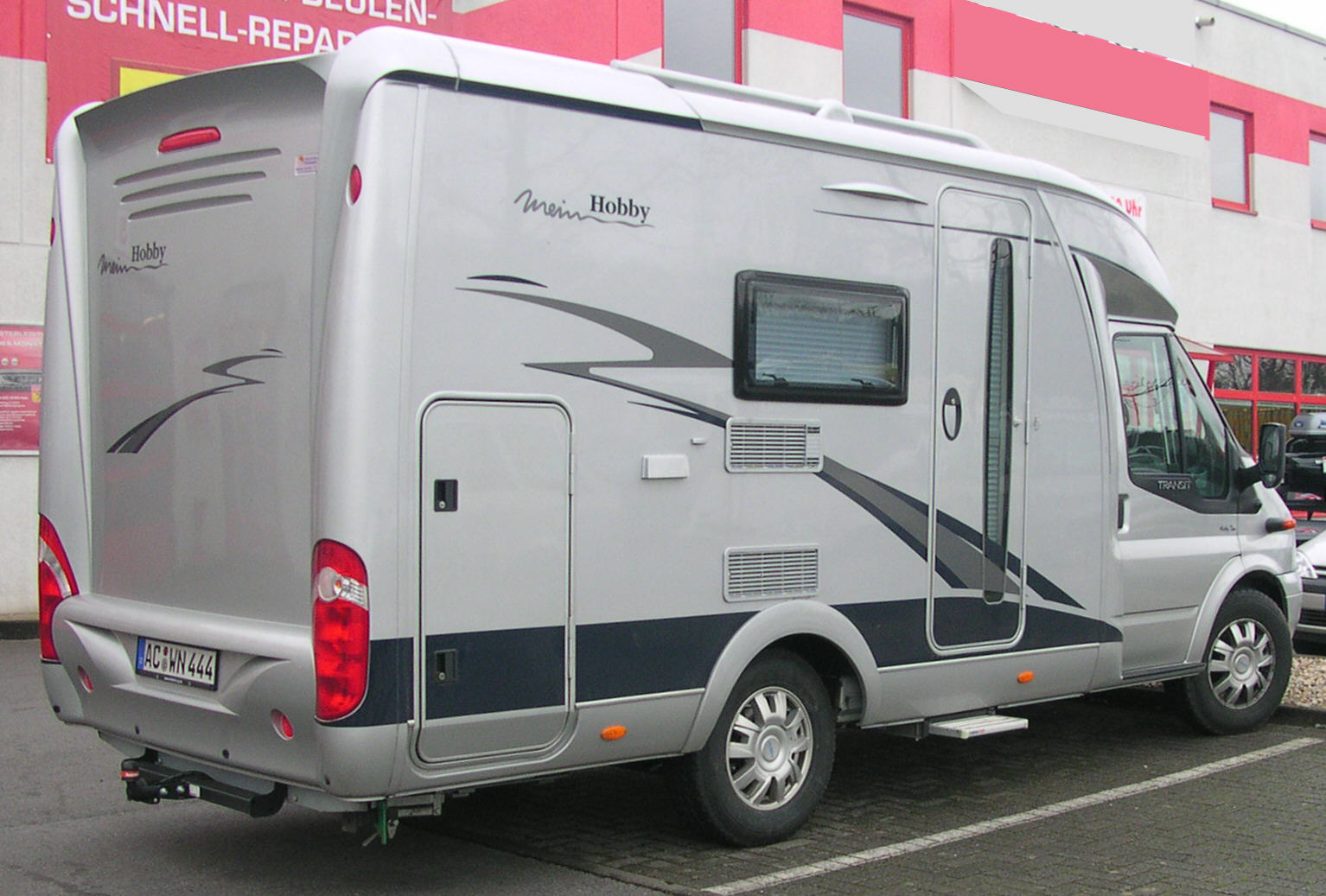
Hobby Van T500
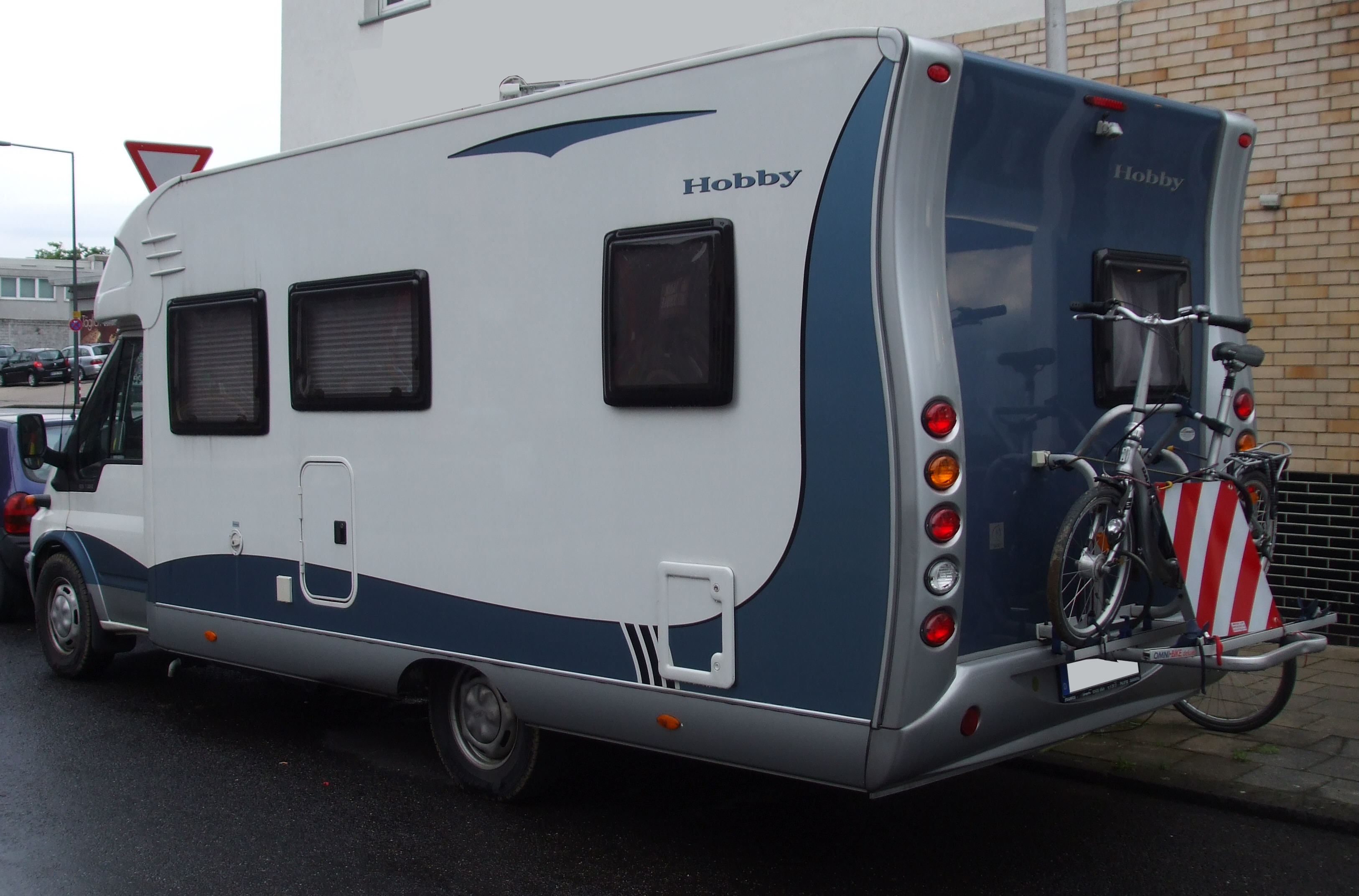
Hobby Ford Transit